# Замок (споруда)

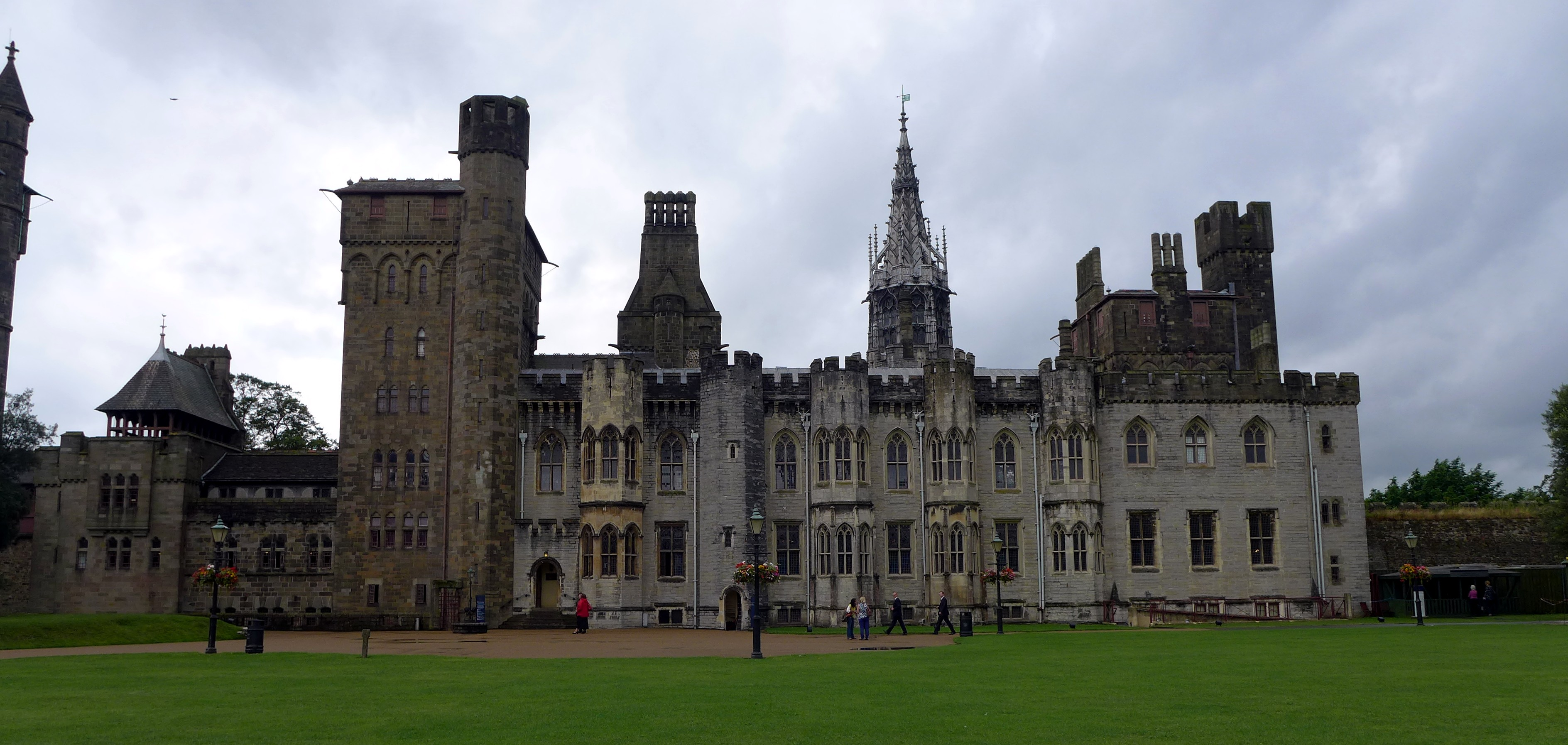
Замок Кардіфф

За́мок — укріплене житло феодала доби середньовіччя з оборонними, господарськими, культовими і т. ін. будівлями, звичайно оточене високим  кам'яним муром з кількома вежами. У XVIII–XIX століттях замки втратили своє оборонно-військове призначення і перетворилися на палаци знаті та аристократії. Як правило, замок займав найвигідніше (з військової точки зору) положення на місцевості. До наших днів збереглася велика кількість замків, які визнані пам'ятками історії та культури.
Південноруські замки XVI століття в своїй більшості були дерев'яними та кам'яними. Деякі замки навіть переносили: наприклад, Вінницький замок, а Остерський навіть кілька разів — раз тому, що річка відійшла від замку, вдруге — бо почала сильно розмивати гору; пробували перенести Черкаський замок, але міське населення відмовилося переселятися, не вважаючи за безпечне віддалятися від Дніпра. Від міста, яке зазвичай будували на певній відстані, замки відділяли глибокими ровами, через які вели звідні мости. Крім замків Луцька і Крем'янецький, Львівського замку, Острозького замку, Белзького замку, Мукачівського замку, Меджибізький замок т.п., які мали кам'яні стіни, інші такі замки були дерев'яними: Київський, Володимирський, Канівський замок, найбільшими серед них з відомих були: Житомирський — 62x55 сажнів, Луцький — власне замок 54,5x48, а «пригородок», чи окольний замок, — 75x128, Мозирський замок — 63x28, окольний замок 169 сажнів у периметрі; найменшим був Чорнобильський — 22x17 сажнів.
Слово замок походить з пол. zamek, де воно, подібно чеськ. zámek, являє собою кальку від сер.-в.-нім. slōʒ («замо́к», «засув», а також «фортеця»), а воно, в свою чергу, від  лат. clūsa («замо́к», «за́мок», «форт», «укріплення»).
Первісно слово veža «вежа» (< vež-ja), яке нині позначає один із видів будівель, — називало віз з прилаштованим на ньому наметом або інше рухоме житло у формі намету чи юрти. Згодом, загострена форма і підвищення над землею зумовили закріплення слова вежа в слов'янських мовах за замками, висотними будинками тощо. Укріплена дерев'яна будівля у праслов'ян мала назву хоrmъ (порівняй старо-слов'янське храмъ, українське хороми).

## Походження

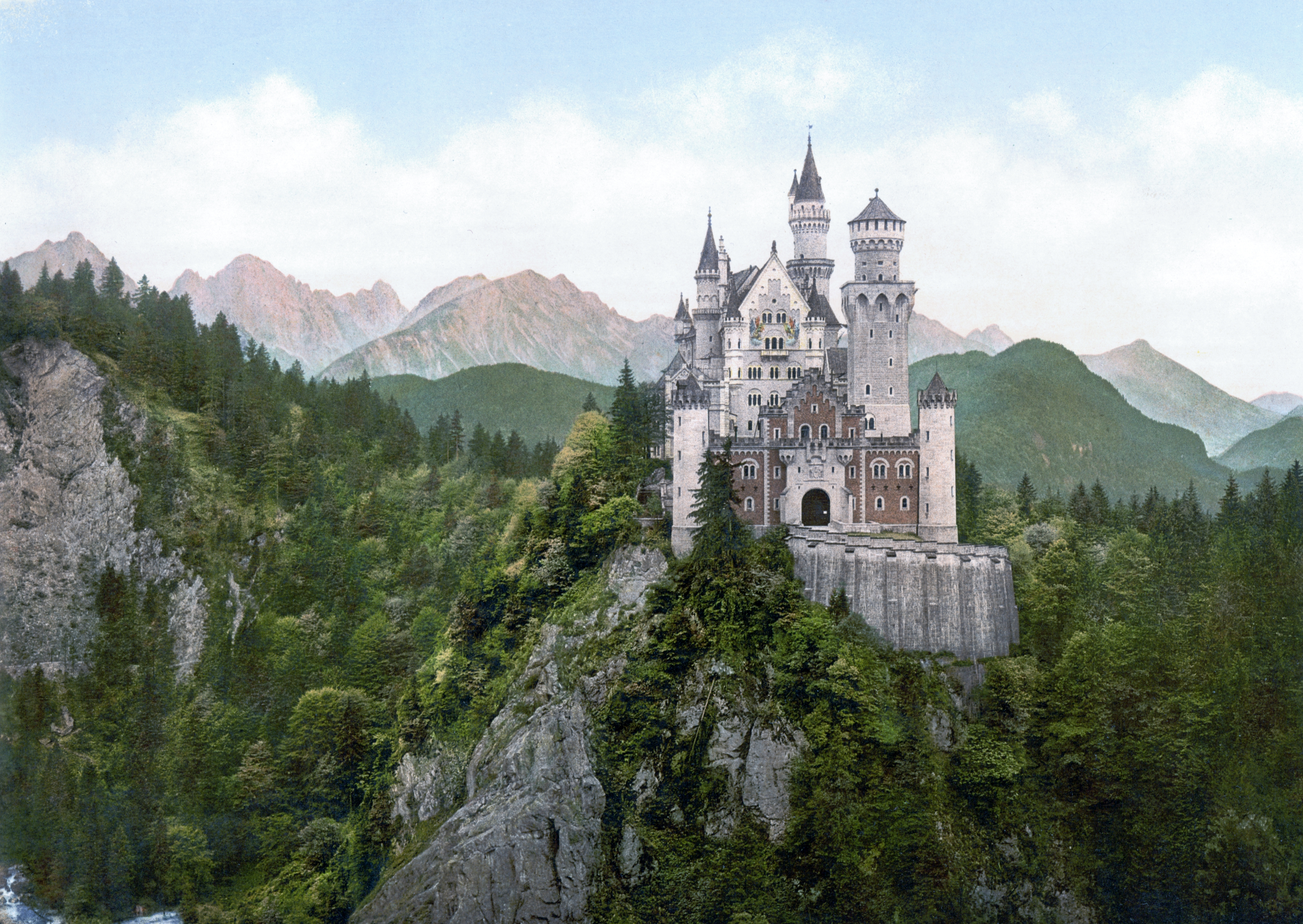
Замок Нойшванштайн, зведений у XIX столітті за наказом Людвіга Баварського.

Найчастіше під словом замок мають на увазі середньовічний європейський замок. Через своє подвійне значення (фортеці та помешкання) середньовічні замки нерозривно пов'язані з фортифікаційною та житловою архітектурою.
З ростом місцевих громад стало необхідним запровадити більші та надійніші укріплення, які б могли забезпечити міцний захист периметра. Замкові стіни разом з вежами, призначеними для володаря, та з житлом в межах замку для певної частини місцевих мешканців, добре слугували цій меті.
Замки також будувалися для оборони ключових точок місцевості, таких як гірські переходи або гирла річок. Для цієї мети широко використовувалися елементи рельєфу: скелі, річки, пагорби тощо.
Ці споруди було задумано як довговічні, завдяки чому багато з них збереглося до наших днів. Переважна більшість з них перетворена на пам'ятки історії та архітектури.

## Функції
Головні функції феодальних замків з передмістями:
- воєнні (засіб контролю над територією, центр воєнних операцій),
- адміністративно-політичні (адміністративний центр навколишньої території, місце, де концентрувалось політичне життя країни),
- житлові (місце проживання поважних осіб та великих землевласників).

## Елементи
Основні елементи замку:
- Рів (заповнений водою або сухий).

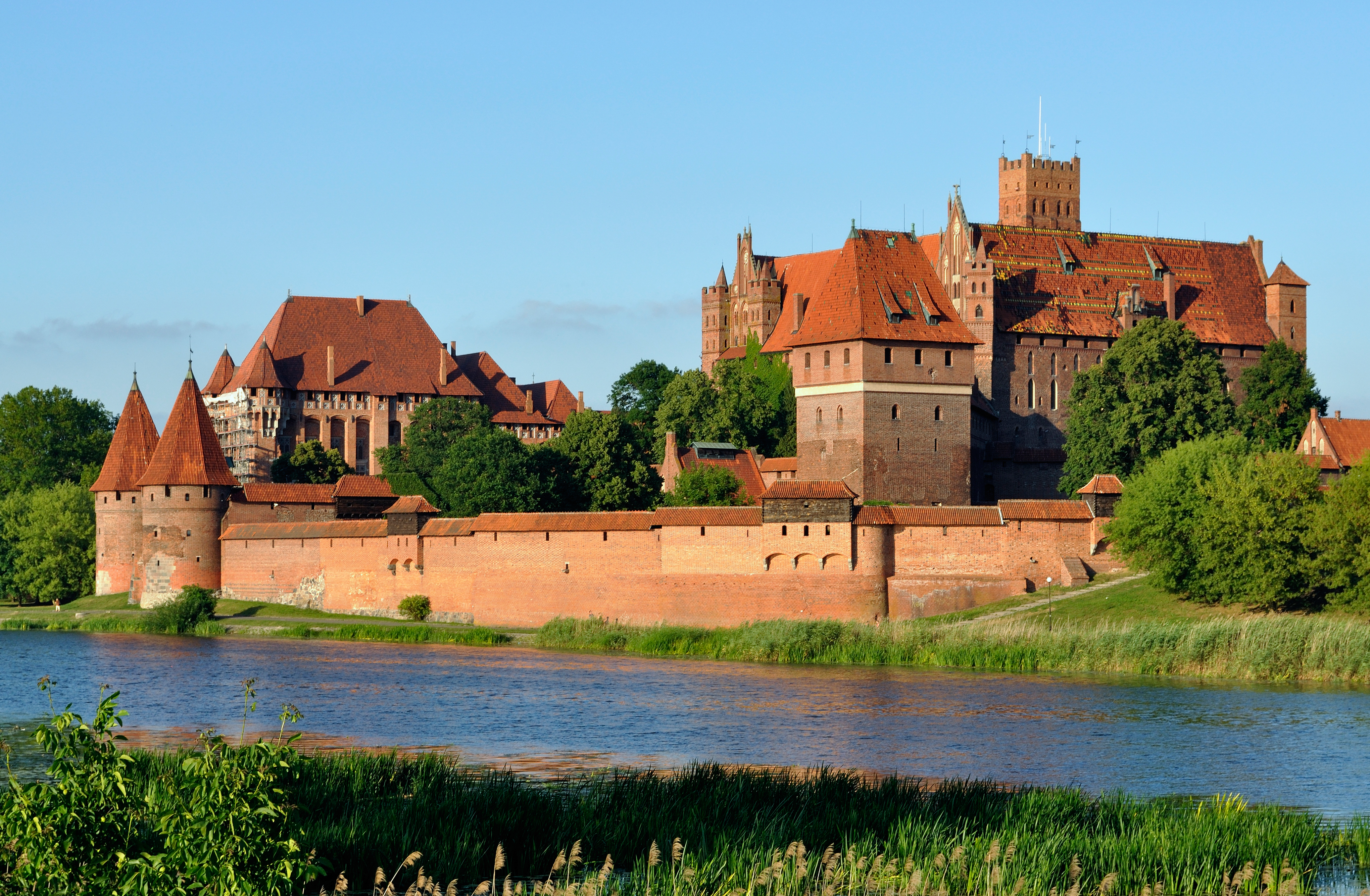
Панорама замку Мальборк (Марієнбург) у Польщі.

- Насипний або природний пагорб, підвищення задля кращої обороноздатності (не обов'язково).
- Внутрішній двір (двори)
- Донжон (головна башта) / Оборонна вежа / Бастіон
- Захисна стіна / Оборонний мур з кренеляжем
- Брама / Ворота / Барбакан

## Історія
Першими попередниками замків вважаються укріплення в Ассирії, що були побудовані протягом VIII–VII століття до н. е. Прототипи замків можна спостерігати в архітектурі Стародавнього Риму. 

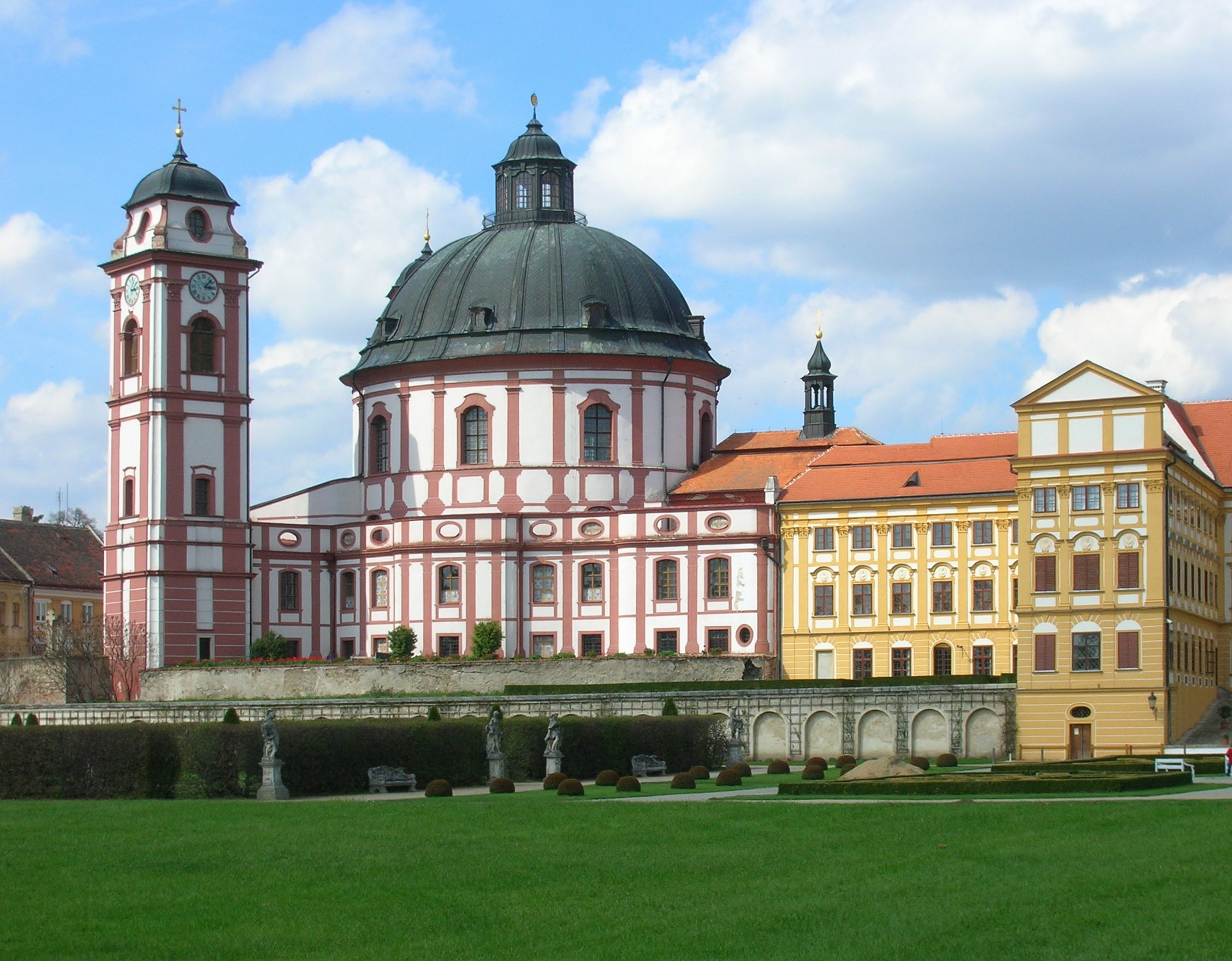
Замок Яромержице і костел Св. Маркети

Після занепаду Римської імперії та появи варварських королівств, внаслідок феодальної роздробленості та міжусобних воєн, дім феодала повинен був виконувати житлову та оборонну функцію. В Західній Європі замки, саме як житла дворян-феодалів почали масово з'являтись з X століття. В Англії замкове будівництво досягло найбільшого розквіту в XII столітті.
Після завершення епохи Середньовіччя внаслідок поширення гармат та вогнепальної зброї стратегічна та оборонна роль замків стала помітно меншою.
В XXI століття замки є цінними пам'ятками історії та архітектури. Деякі із замків використовуються як готелі. Великого поширення набули реконструкції замків задля їх збереження для нащадків.

## Різновиди замків

### Європейський замок
Усією Західною Європою живим відгомоном середньовіччя залишаються лицарські замки. Від одних збереглися тільки мальовничі руїни, але чимало вистояли та залишилися майже незайманими. Спочатку замок був дерев'яною вежею (донжон), розділеною на декілька поверхів-ярусів, оточених земляним валом, огорожею і ровом. Вибирали стратегічно важливі місця, що панували б в ландшафті: гору, скелю, край обриву, острів. Коли перейшли до кам'яного будівництва, замки поступово перетворилися в складні оборонні комплекси. Головний принцип їхнього устрою — створення низки перешкод для нападників. Через рів, часто заповнений водою, до замку можна було дістатися лише через розвідний міст. Головним укріпленням були декілька рядів зубчатих мурів з вежами. Обов'язково на подвір'ї замку був колодязь або створювався великий запас води на випадок облоги. На окремому дворі будували домівку для власника, церкву або каплицю, господарські приміщення, арсенал тощо.

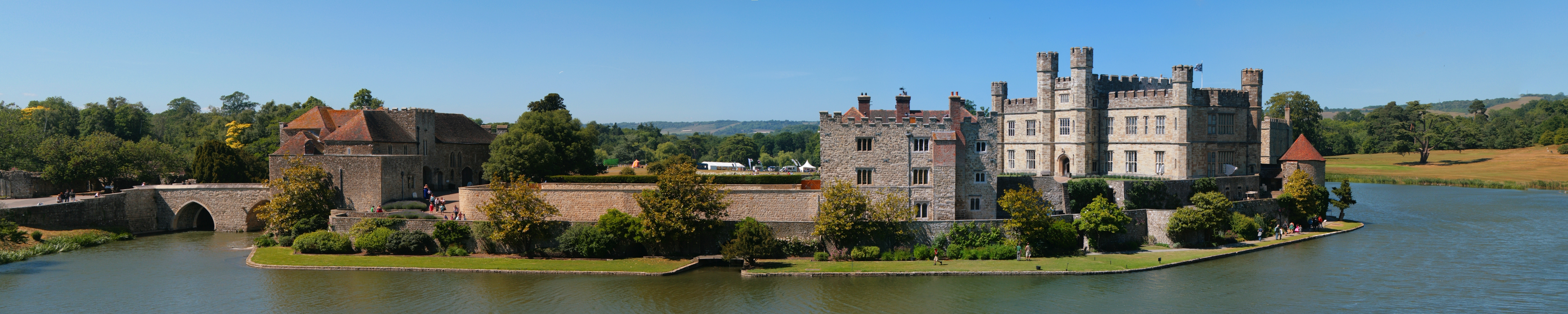
Замок Лідс.

### Японський замок
Докладніше: Японський замок

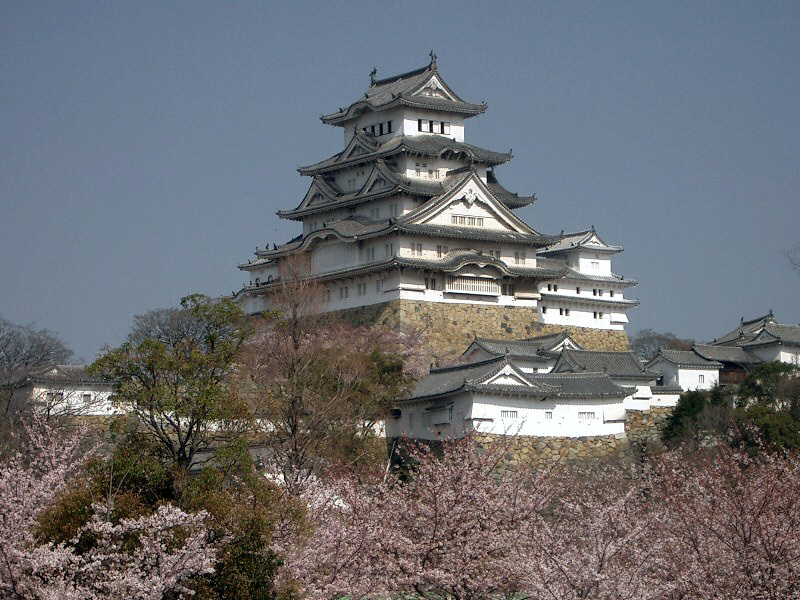
Головна вежа замку Хімедзі

Основною складовою японського замку є один або декілька замкових дворів різної висоти, що оточені ровом і валами, мають стіни і ворота, укріплені баштами. Характерною рисою є відсутність стін, що захищають призамкове поселення. Центральною будівлею замку є зазвичай палац володаря замку, а з XVI століття — головна башта тенсю.
Японські замки пройшли еволюцію від укріплених частоколом і ровами дерев'яних поселень періоду Яйої до великих кам'яних фортець періоду Сенґоку та Едо. Замки VII–IX століть будувалися за корейським взірцем на високих неприступних горах, а з кінця XVI століття на рівнинній місцевості. У мирний час вони служили місцем проведення нарад васалів володаря, а у воєнний час — місцем оборони і переховування населення навколишніх поселень. У 1615 році багато замків було зруйновано за наказом сьоґунату Токуґава для профілактики заворушень. Більша частина з тих, що залишилися, виконували функцію помешкання володарів ханів.
Залежно від місця розташування японські замки поділяються на:
- Гірські
- Пагорбові
- Рівнині

Найбільшим в історії японським замком був замок Едо, проте половина його замкових споруд не збереглася. Найповніше зберігся замок Хімедзі, що занесений до Національних скарбів Японії та пам'яток світової спадщини ЮНЕСКО. До японських замків також відносять палац рюкюських ванів Шюрі на Окінаві та П'ятибастіонну фортецю західного типу в Хакодате.

## Будівництво
Зазвичай будували замки ремісники та полонені

## Сучасне використання
В XXI столітті замки є цінними пам'ятками історії та архітектури. Деякі із замків використовуються як готелі, ресторани чи музеї. Великого поширення набули реконструкції замків задля їх збереження для нащадків.

## Замки світу

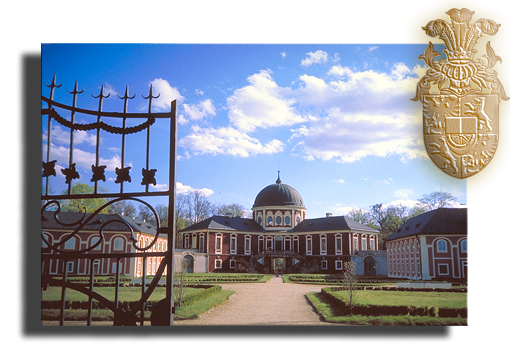
Вельтруси неподалік Праги

- Список найвідоміших замків
- Категорія:Списки замків

### Європа

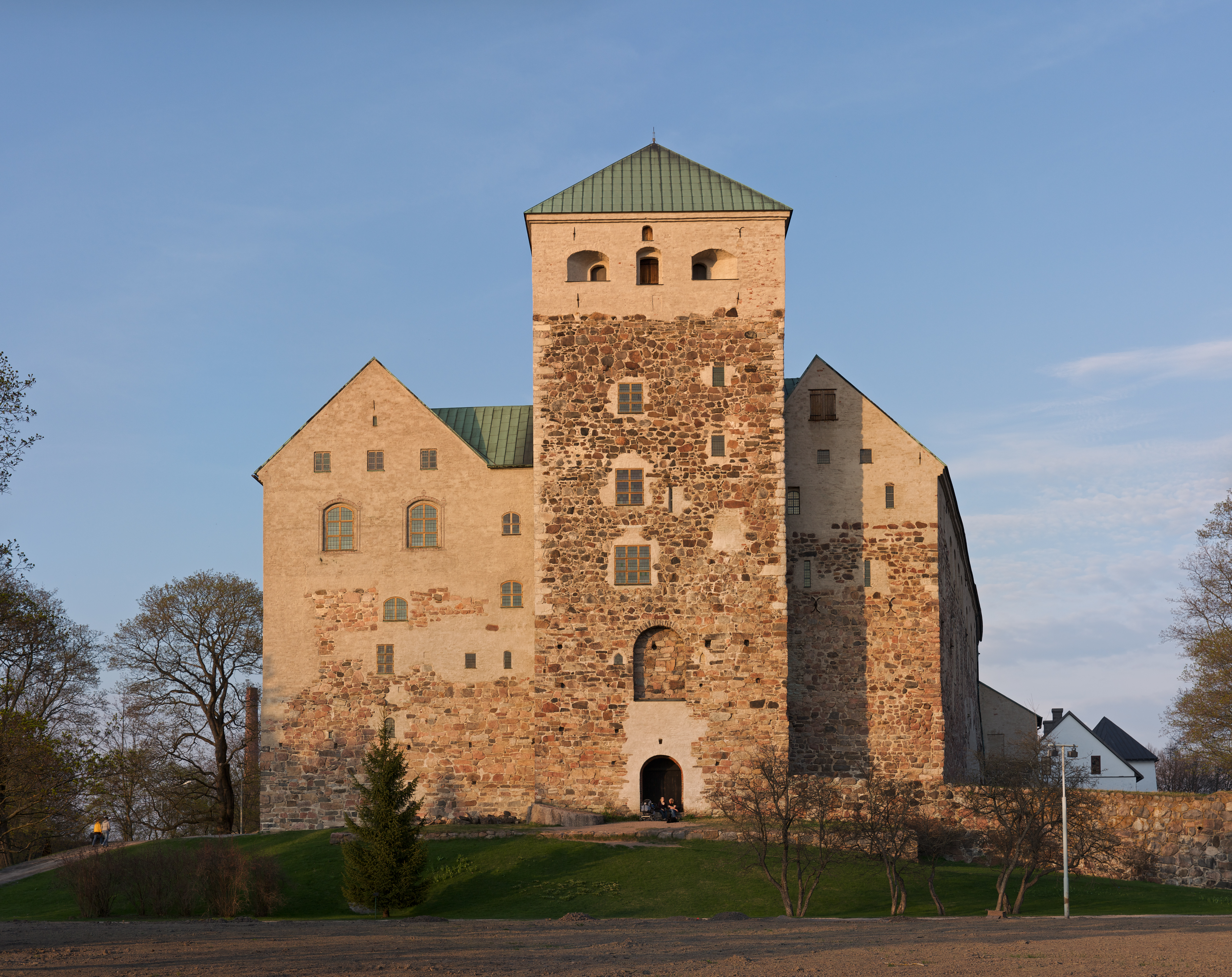
Замок в м. Турку

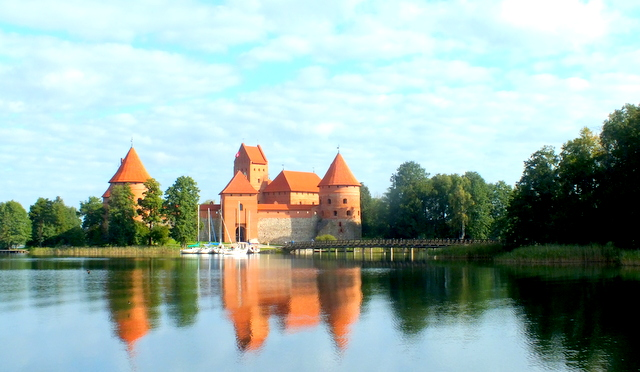
Литва, Тракайський замок

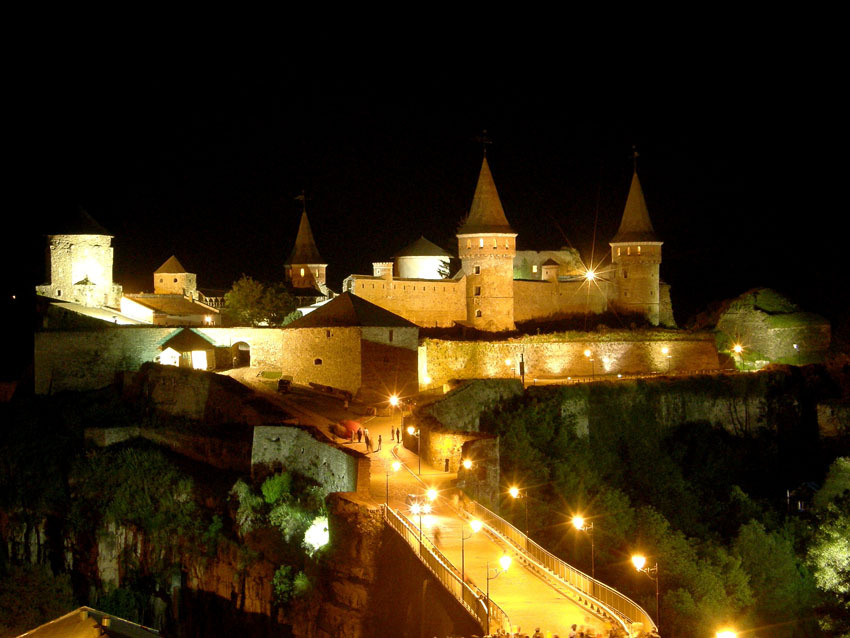
Кам'янець-Подільський

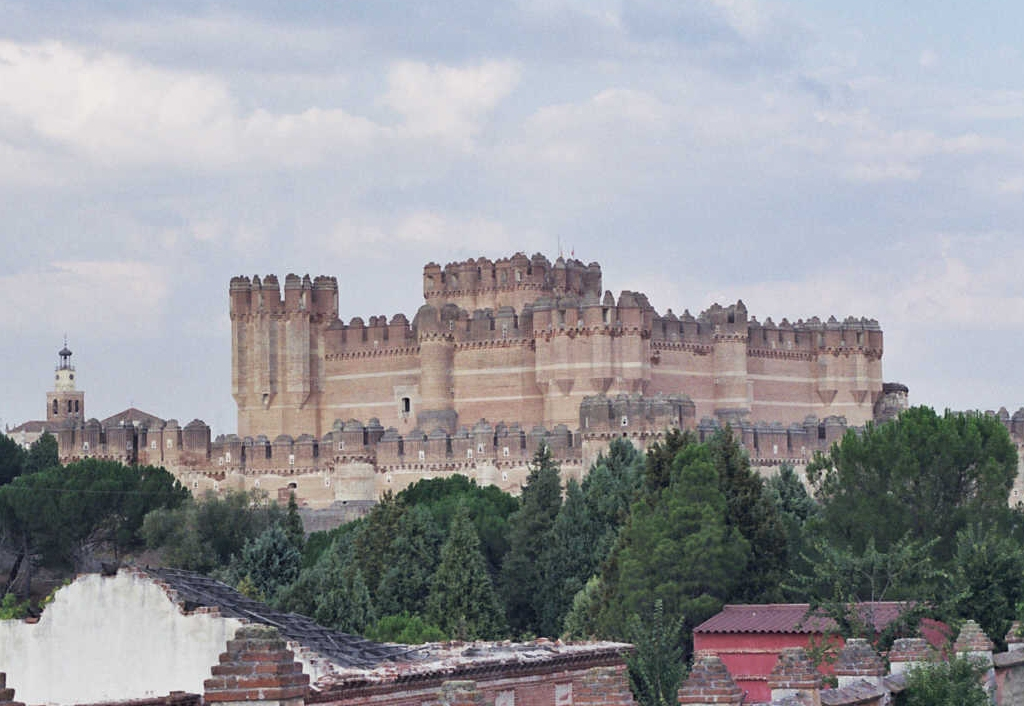
Замок Кока

- Замки Луари
- Список замків Ірландії
- Список замків Північної Ірландії
- Список замків Литви
- Список замків Праги
- Список замків АвстріїЛитва, Тракайський замок
- Список замків Англії
- Список замків Баварії
- Список замків Білорусі
- Список замків Естонії
- Список замків і палаців Данії
- Список замків Італії
- Список замків Ліхтенштейну
- Список замків Норвегії
- Список замків Польщі
- Список замків ПруссіїКам'янець-Подільський
- Список замків Румунії
- Список замків України
- Список замків Чехії
- Список замків Чорногорії
- Список замків Угорщини
- Список замків Шотландії

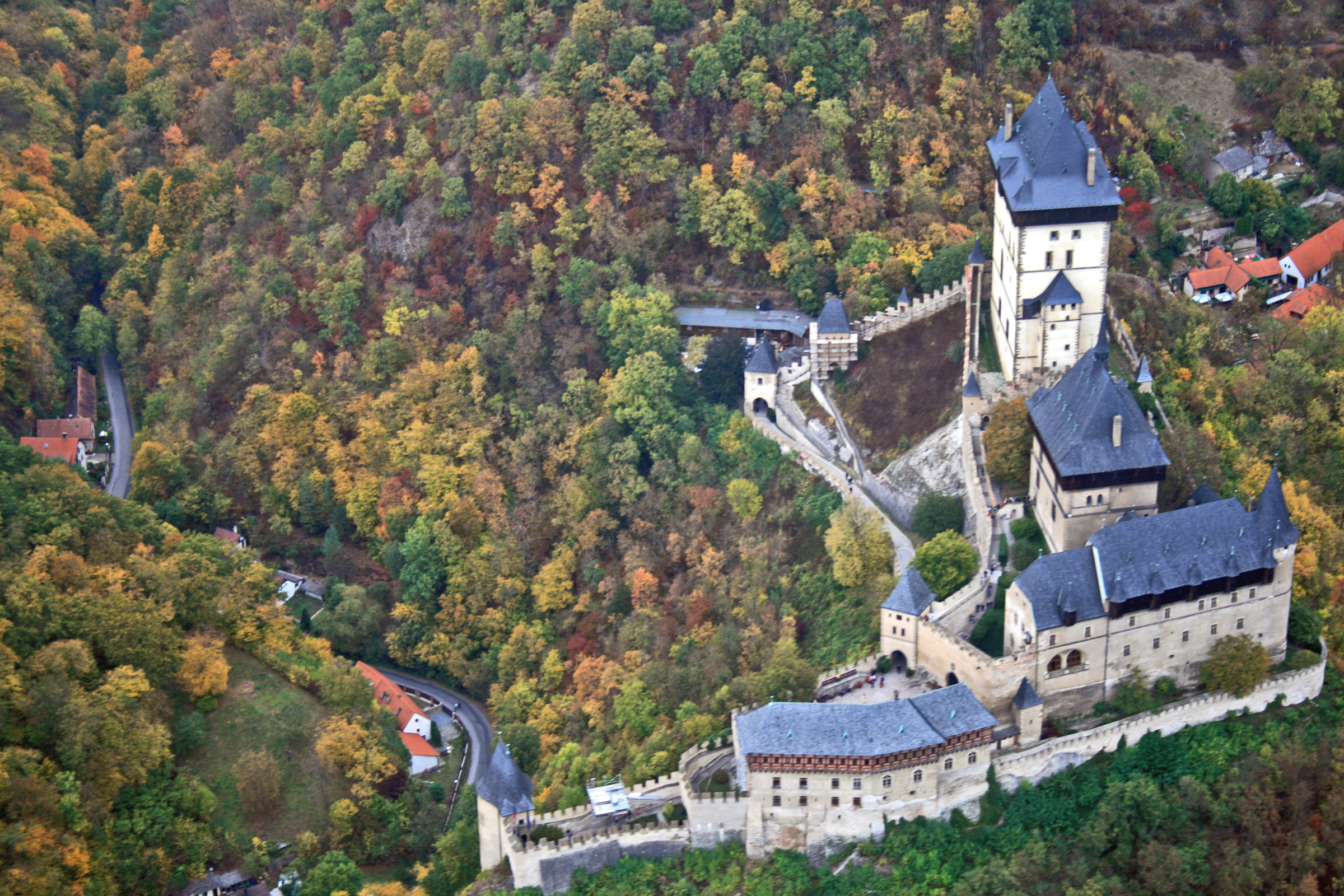
Замок Карлштейн
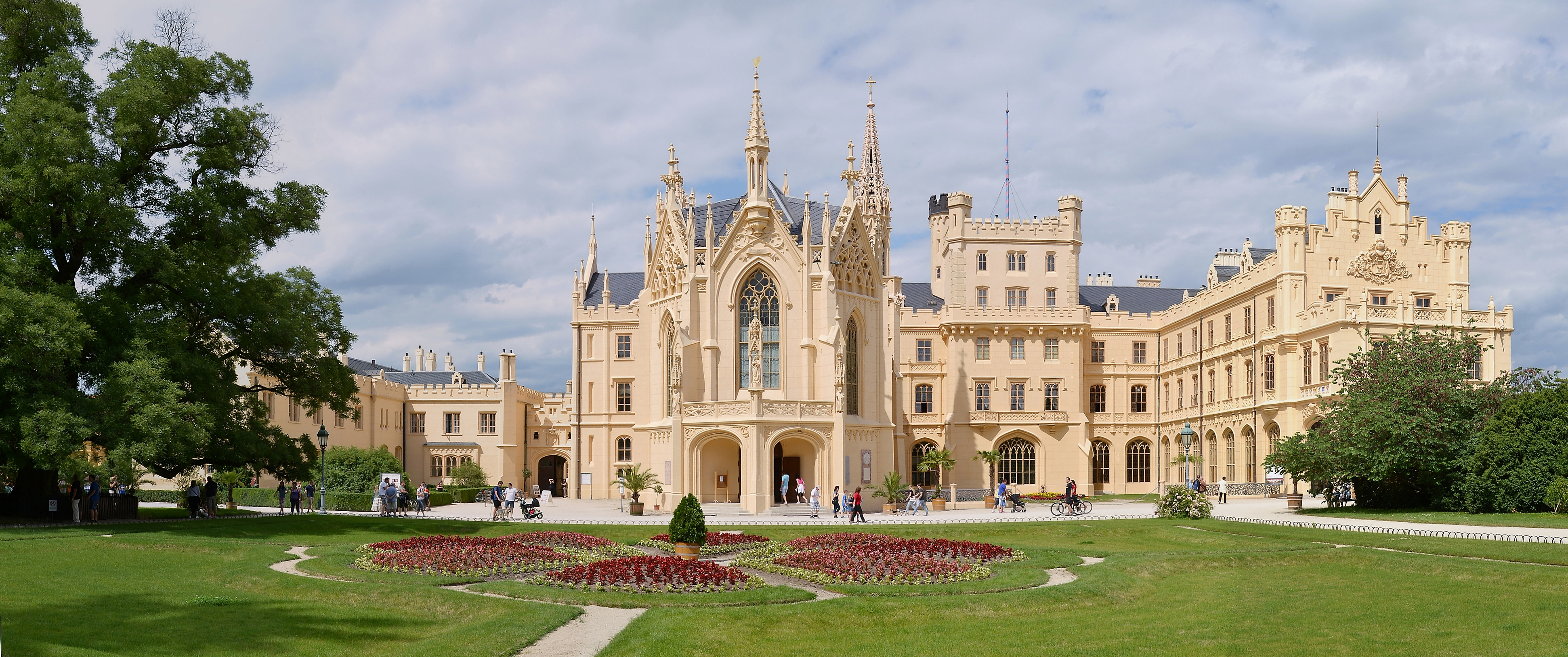
Ледніце
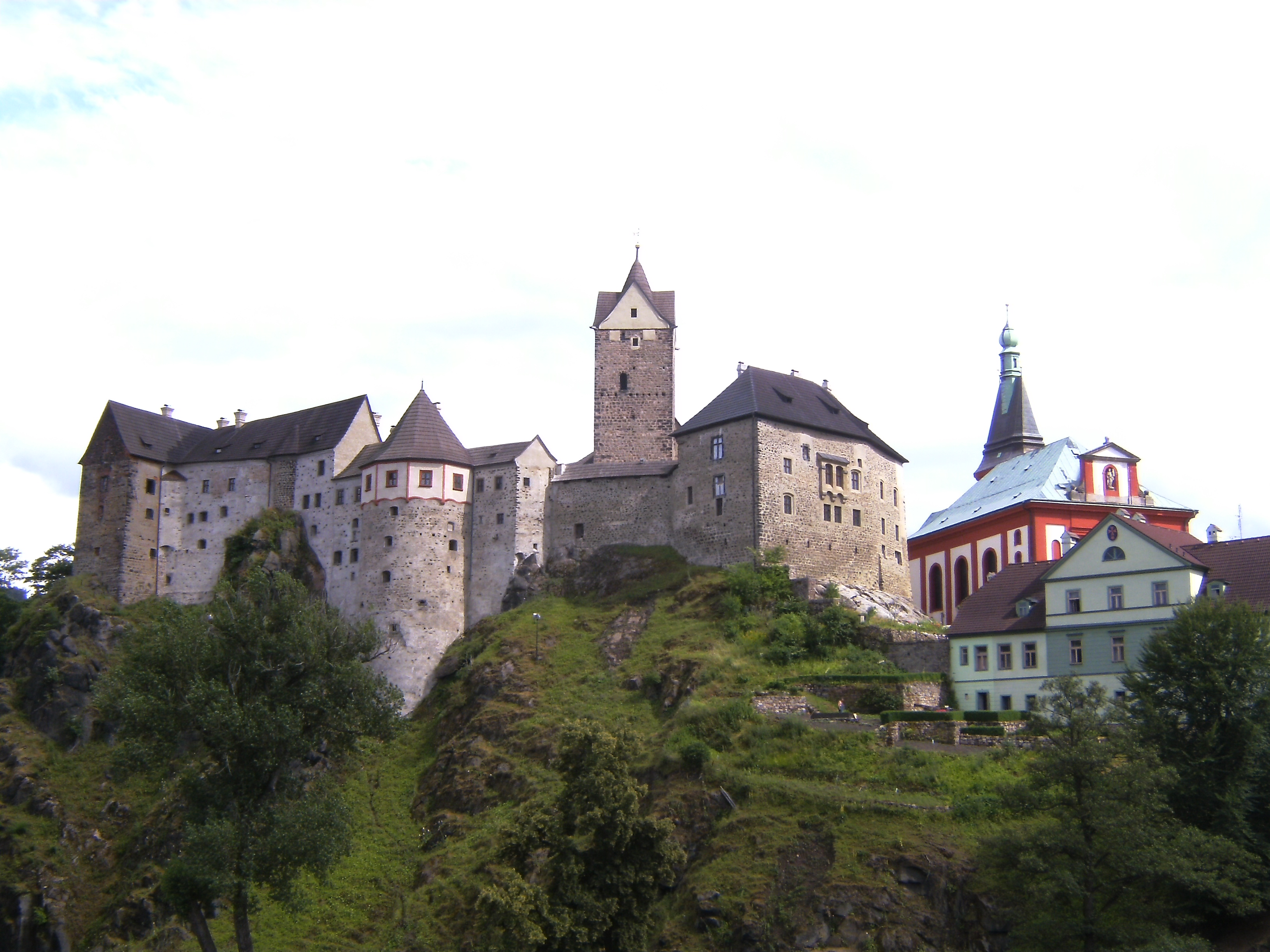
Замок Локет
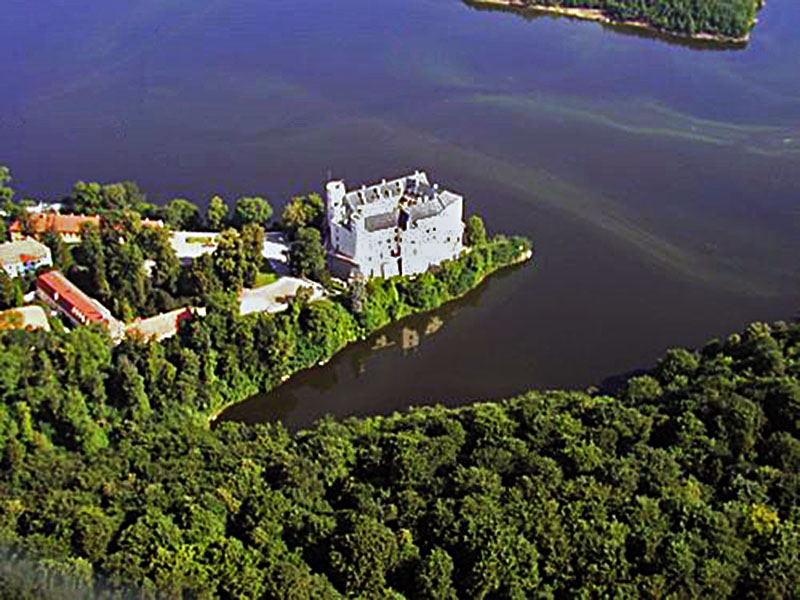
Замок Орлик

### Азія

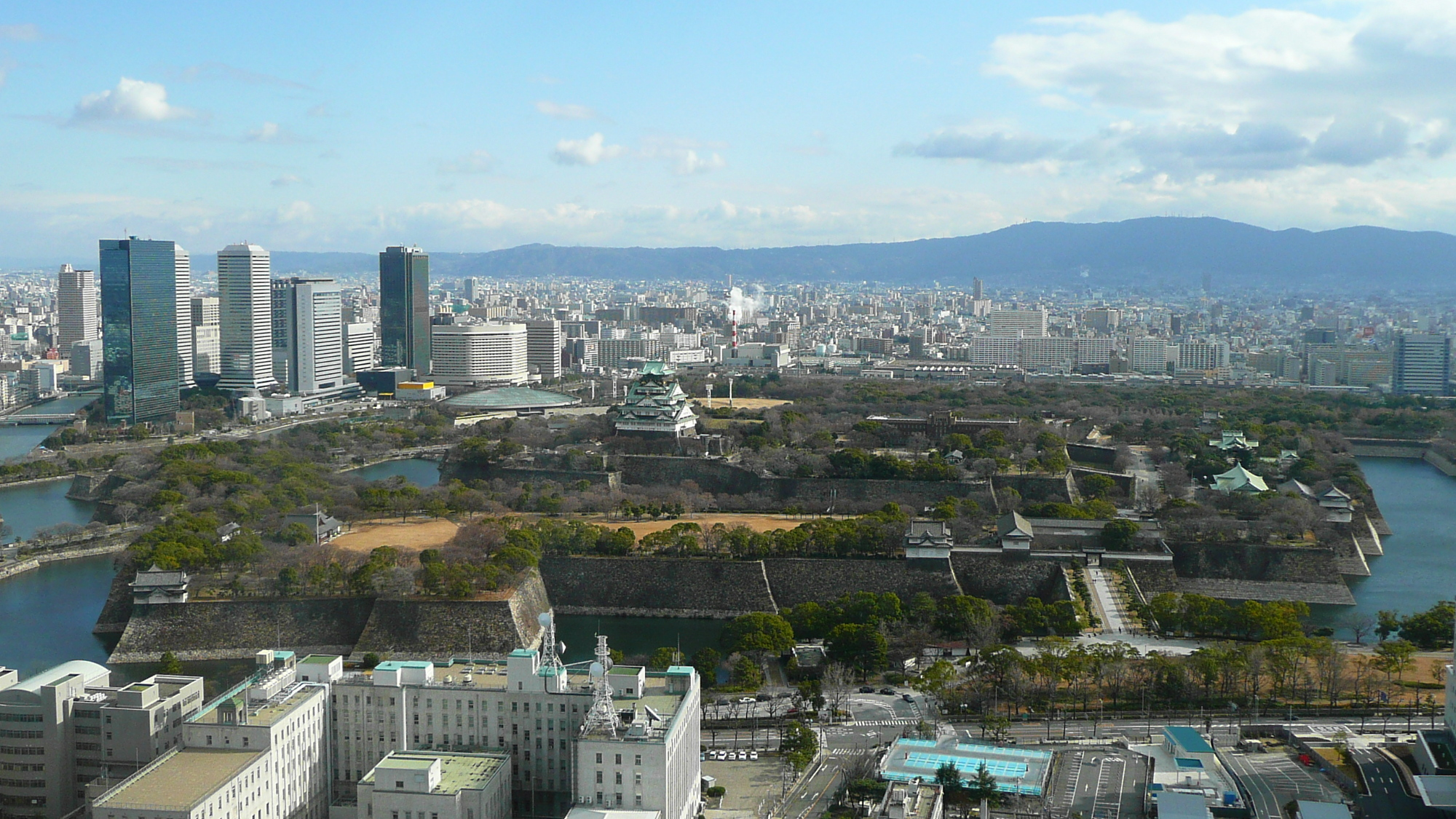
Двори замку Осака

- Крак де Шевалье
- Замок Монфор
- Фортеця Бельвуар
- Фортеця Хвасон
- Замок на Штучному озері
- Монгол шілтгеен
- Орду-Балик
- Казначейська фортеця
- Цагаан байшін князя Цогто

- Список замків Японії
- Замок Осака
- Замок Едо
- Замок Хімедзі